# 温纶湛
温纶湛（？—？），贵州桐梓人，是一名清朝政治人物。
温纶湛曾于1831年接替沈炳垣任上海县知县一职，1832年由魏文瀛接任，同年又任該地知縣，1835年由黃冕接任。